# Wahida Smaili
Wahida Smaili – tunezyjska zapaśniczka walcząca w stylu wolnym. Srebrna medalistka mistrzostw Afryki w 1996 roku.